# Eugen Lovinescu
Eugen Lovinescu était un homme de lettres roumain (né le 31 octobre 1881 à Fălticeni et mort le 16 juillet 1943 à Bucarest), père de Monica Lovinescu et oncle d'Anton Holban,.

## Biographie
Eugen Lovinescu (né le 31 octobre 1881, à Fălticeni – décédé le 16 juillet 1943, à Bucarest ) était un critique littéraire, théoricien de la littérature roumaine et sociologue de la culture. On lui doit la théorie du synchronisme et de la mutation des valeurs esthétiques.

## Les études
Il suivit les cours du collège de Fălticeni, puis du lycée Costache Negruzzi de Iași
entre 1896 et 1899. Il obtint sa licence en lettres classiques à l'Université de Bucarest, en 1903.
De 1904 à 1906 il enseigna le latin à Ploiești, puis aux lycées Matei Basarab et 
Mihai Viteazul de Bucarest.

## Activité journalistique
C'est en 1903 qu'il débuta, dans le supplément littéraire du journal Adevărul [La Vérité] avec un article en marge de ses travaux en lettres classiques.
En 1904, il commença à collaborer au journal Epoca [L'Époque] avec des prises de positions sur Mihail Sadoveanu. Il poursuivit avec des critiques sur des auteurs comme Octavian Goga, Șt.O.Iosif, Alexandru Brătescu-Voinești, Ion Gorun, Ion Agârbiceanu, Emil Gârleanu, qu'il a réunies dès 1906 dans deux volumes intitulés Pași pe nisip... [Pas sur le sable]. Il s'agit des prémices de ses futures confrontations d'idées avec Nicolae Iorga ou Garabet Ibrăileanu.

## La recherche
De 1906 à 1909, il vécut à Paris, où il soutint sa thèse de doctorat, Jean-Jacques Weiss et son œuvre littéraire, sous la direction d'Émile Faguet et complétée par la publication de Les voyageurs français en Grèce au XIXe siècle .
Il publia plusieurs biographies sur : Grigore Alexandrescu (1910), Constantin Negruzzi (1913), ou Gheorghe Asachi (1921).
Il tenta, à la même époque de briguer un poste universitaire à Iași où on lui préféra Garabet Ibrăileanu, puis à Bucarest ou il dispensa un cours sur le romantisme.
Il anima, jusqu'à la fin de sa vie, le cénacle littéraire Sburătorul [Le Sylphe] et dirigea la revue du même nom.

## Ouvrages de référence
À partir de 1922 Eugen Lovinescu travailla à des ouvrages de référence, dont Istoria civilizației române moderne [L'Histoire de la civilisation roumaine moderne] en trois volumes. Le critique applique au phénomène culturel roumain l'idée de l'imitation empruntée au sociologue Gabriel Tarde (Les lois de l’imitation) et fixe le début de la civilisation roumaine moderne à partir des premières influences de l'esprit occidental . 
Istoria literaturii române contemporane [« L'Histoire de la littérature roumaine contemporaine »] tire les conséquences de cette loi sur la littérature d'après 1900.

## Le romancier et dramaturge
Au drame ibsenien De peste prag [Depuis le seuil] (1906) succèdent des volumes de nouvelles, esquisses, poésies et romans repris successivement sous divers titres : Aripa morții [L'Aile de la mort], Comedia dragostei [La Comédie de l'amour], Lulu, Viața dublă [La Double Vie]. 
Deux cycles sont à retenir : Bizu (Bizu, Patru, Diana et Acord final) et le cycle Mihai Eminescu : Mite et Bălăuca. Le solitaire et inadapté Bizu serait un personnage d'inspiration autobiographique.

## Les études sur la société Junimea
À la fin de sa vie, il se consacra à des études sur la société Junimea, dont l'anthologie qui lui est consacrée a été comparée à celle de Charles-Augustin Sainte-Beuve sur Port-Royal des Champs.

## Postérité et positions idéologiques
Lucian Boia souligne que, bien qu'Eugen Lovinescu ait eu recours, comme toute sa génération en Europe, à des définitions basées sur l'idée de "race", il n'était pas raciste, car le racisme consiste à croire que certaines "races" sont supérieures ou inférieures à d'autres : il a d'ailleurs accueilli, voire lancé, nombre d'écrivains juifs au sein de son cercle littéraire et ne nourrissait pas d'antisémitisme. 
En 1936, il fut battu lors de l'élection à l'Académie roumaine par A.C. Cuza, probablement parce que les idées nationalistes de ce dernier étaient davantage dans l'air du temps. 
De manière générale, Eugen Lovinescu est considéré comme celui qui a introduit le modernisme dans la littérature roumaine, sans faire pour autant partie de l'avant-garde littéraire.

## Liste des œuvres
- De peste prag [Depuis le seuil], 1906
- Nuvele florentine [Nouvelles florentines], 1906
- Aripa morții [L'Aile de la mort], roman, 1913
- Lulu, coécrit avec Hortensia Papadat-Bengescu, 1924
- Istoria civilizației române moderne [L'Histoire de la civilisation roumaine moderne], 1924-1925
- Istoria literaturii române contemporane [L'Histoire de la littérature roumaine contemporaine], (I-VI), 1926-1929
- Critice [Critiques][13], 1925-1929
- Bizu, 1932
- Memorii, (I-III) [Mémoires], 1932
- Patru [Quatre], 1932
- Viața dublă [La Double Vie], roman, 1932
- Mite, 1934
- Bălăuca, 1935
- Titu Maiorescu, (I-II), 1940
- Titu Maiorescu și contemporanii lui (Titu Maiorescu et ses contemporains)[14], (I-II), 1943-1944
- Titu Maiorescu și posteritatea lui critică (Titu Maiorescu et sa postérité, 1943
- Diana, 1956
- Revizuiri [Révisions], posthume, sous la coordination de Ion Simuț, 2003
- Agende literare [Des agendas littéraires], posthume
- Memorii, Aqua forte [Mémoires, Eau-forte], 1998 [15]